# Manuel Quintela

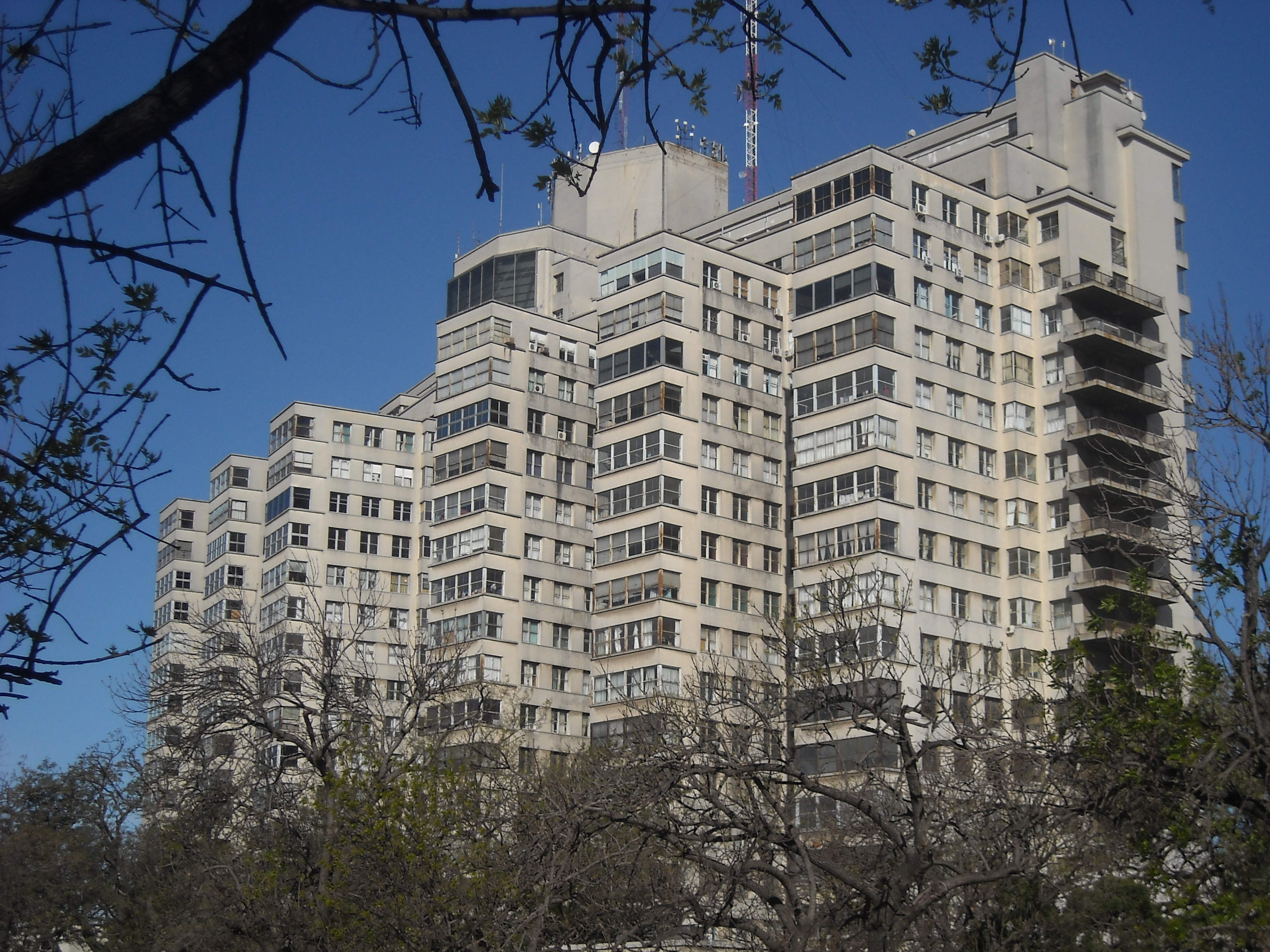
Hospital de clínicas

Manuel Quintela Cassagne (Treinta y Tres, 25 de julio de 1865 - Montevideo, 17 de diciembre de 1928) fue médico y profesor universitario uruguayo. Fue el primer otorrinolaringólogo uruguayo y primer docente de dicha especialidad. Su gran contribución fue a la comunidad médica y, en definitiva, a la sociedad uruguaya. Fue decano de Medicina durante cuatro períodos, logrando la inauguración del actual edificio de la Facultad de Medicina en Montevideo, y sentando las bases para lo que hoy se conoce como el Hospital de Clínicas.

## Biografía
Hijo de Juan Quintela Rodríguez y Olimpia Cassagne Prigbert, tenía un hermano más joven, Ernesto, también médico y que será profesor de Anatomía y Operaciones.
Debido a la muerte de su padre parte de la familia se traslada a Montevideo, es inscripto al Colegio Pío para luego ser alumno de la Sociedad Universitaria hasta 1885.
Contrajo matrimonio con Luisa de Castro Caravia, mientras que su hermano Ernesto contrajo matrimonio con Catalina de Castro Caravia, su cuñada.

## Actividad académica
Egresó de la Facultad de Medicina de la Universidad de la República en 1889 siendo interino en zoología y botánica y luego titular de esta Cátedra.
En 1890, viajó a París donde se especializó en Otorrinolaringología, devolviendo al país todo el conocimiento adquirido. En 1894, gana por concurso el cargo de jefe del sector de otorrinolaringología del recientemente creado Hospital Maciel.
En 1900, da clases dentro de su especialidad y llega a ser decano de la Facultad de Medicina entre los años 1909-1915, y 1921-1927.
Realizó importantes aportes a la especialidad, realizando intervenciones quirúrgicas en el área por primera en el país.
Falleció dentro de las aulas de la Facultad de Medicina, mientras cumplía con sus labores.

## Otros ámbitos de su actividad
Fue afiliado desde sus inicios al Partido Nacional de Uruguay y llegó a revistir funciones como practicante en el batallón de Rufino Domínguez en la Revolución de Quebracho.
Fue diputado (1897); presidente de la Sociedad de Amigos de la Educación Popular (1905-1911, 1915-1919).
Fue Presidente del Jockey Club de Montevideo y de la Asociación Rural del Uruguay, también fundador en 1922 de la Sociedad Colombófila del Uruguay que se dedica a la crianza de palomas a los efectos de utilizarlas para mandar mensajes.

## Reconocimientos
El Hospital de Clínicas de la Facultad de Medicina, lleva su nombre en homenaje dispuesto por ley.